# 市広路駅
市広路駅（しこうろえき）は、中華人民共和国広東省広州市番禺区市広路に位置する広州地下鉄22号線の駅。駅番号は22/02。

## 歴史
- 2017年10月28日：着工[1]。
- 2022年3月31日：開業[2]。

### 命名論争
当駅の南側には大型住宅団地「祈福新邨」が隣接しているため、22号線の計画・施工段階では「祈福駅」が仮称として使用されていました。
しかし、2019年に広州市民政局が施行した『広州市地下鉄駅命名規則』により、「マンション団地名・企業名・商標名・商業施設名を駅名に使用禁止」と規定されたため、正式駅名として「祈福駅」は採用できなくなりました。このため2020年6月、民政局が公表した22号線仮駅名では、駅が位置する市広路に因んで「市広路駅」とされましたが、同道路の全長が3kmと長く特定しづらいため、市民から改名要望が相次ぎました。
その後2021年2月、民政局の公式サイトで「番福駅」という駅名が申請され、3月16日には広州地下鉄の工事進捗報告で初めて「番福駅」の名称が使用されました。この陌生な名称に対し、地名専門家の龔伯洪氏は「番禺区の3街道境界に位置し、特定の村落やランドマークもないため、『番禺の福地』を意味する『番福』が提案された」と説明しました。しかし市民からは「『番禺祈福』を連想させる」「完全な創作地名で地理的指標性がない」と批判が噴出。さらに「番福」が地元企業名と判明し、命名規則違反の疑いも指摘されました。5月の再公募では「番福駅」案は撤回され、7月に「市広路駅」が正式決定しました。

## 駅構造
通過線2本を挟んだ島式ホーム1面2線を有する地下駅。現在、22号線には快速列車が運行されていないため、2本の通過線は暫定的に使用されていません。

### のりば
| 番線 | 路線     | 行先                 |
| ---- | -------- | -------------------- |
| 1    | ■ 22号線 | 広州南駅・陳頭崗方面 |
| 2    | ■ 22号線 | 番禺広場方面         |

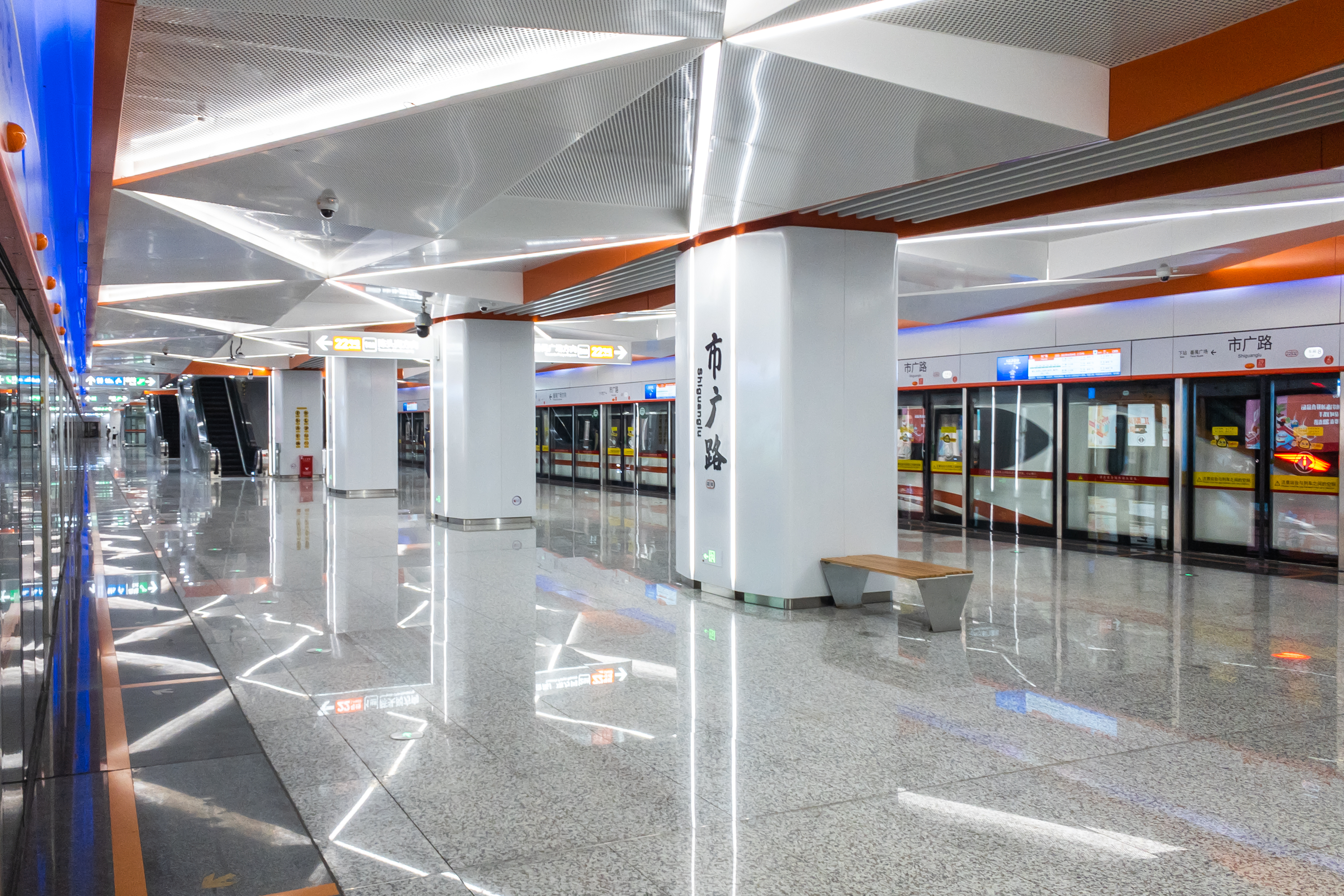
ホーム
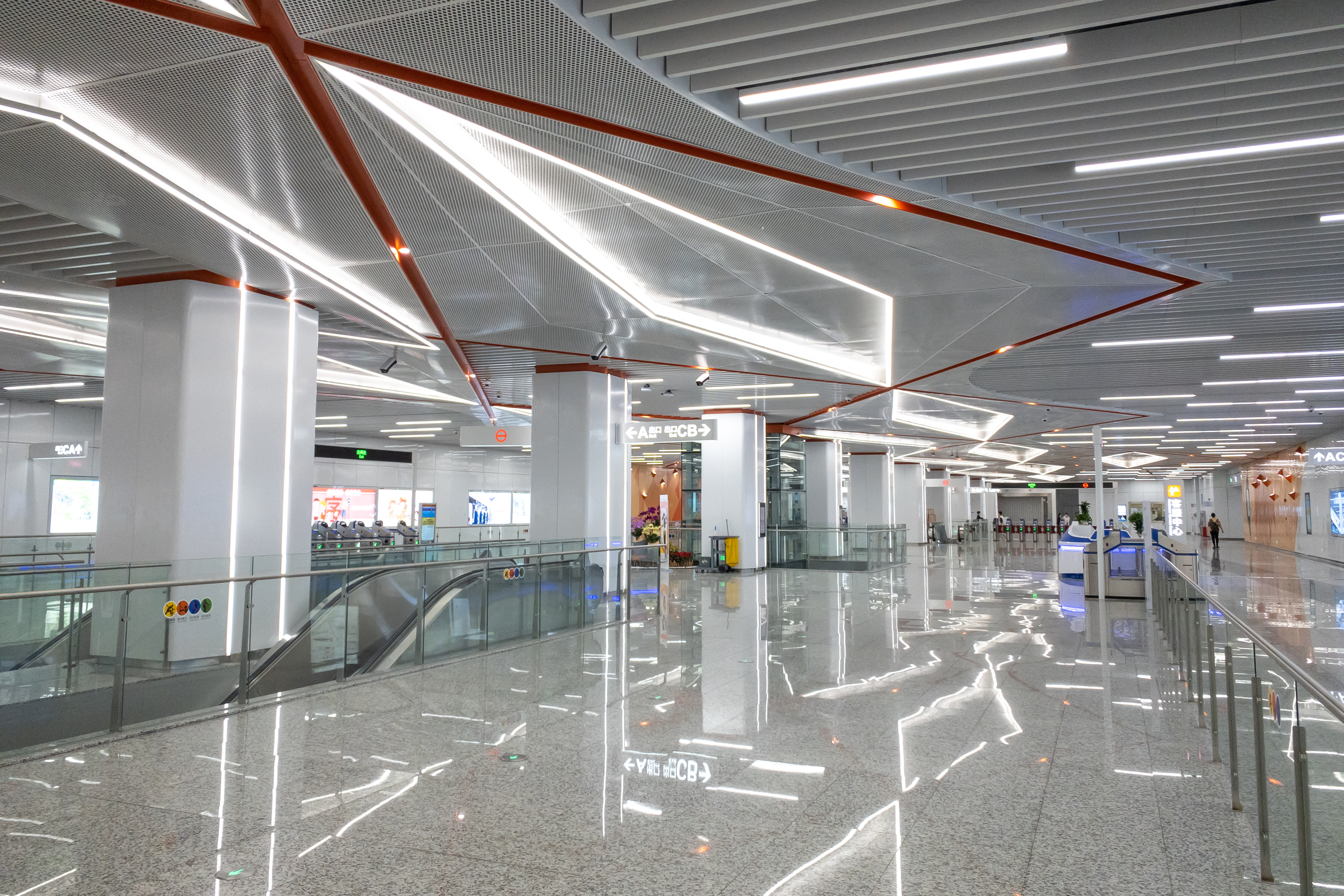
コンコース

## 駅周辺
- 祈福交通中心 - B出入口直結
- 祈福新邨

## 隣の駅
広州地下鉄
■ 22号線
番禺広場駅 2201 - 市広路駅 2202 - 広州南駅 2203